# Montargil
Montargil is een plaats (freguesia) in de Portugese gemeente Ponte de Sor en telt 2781 inwoners (2001).